# Serge Belloni
Pour les articles homonymes, voir Belloni.
Serge Belloni, né le 25 février 1925 à Plaisance et mort le 28 octobre 2005 à Menton, est un artiste peintre français d'origine italienne.

## Biographie
Serge Belloni, dit Le Peintre de Paris, est le fils du tapissier Luigi Belloni et de Elvira Belloni née Molinari. Il arrive à Paris en 1933 où il  étudie la peinture à l'École nationale supérieure des beaux-arts de Paris. Il expose ses toiles à partir de 1946.
Plusieurs de ses œuvres sont conservées par le Musée Carnavalet à Paris.

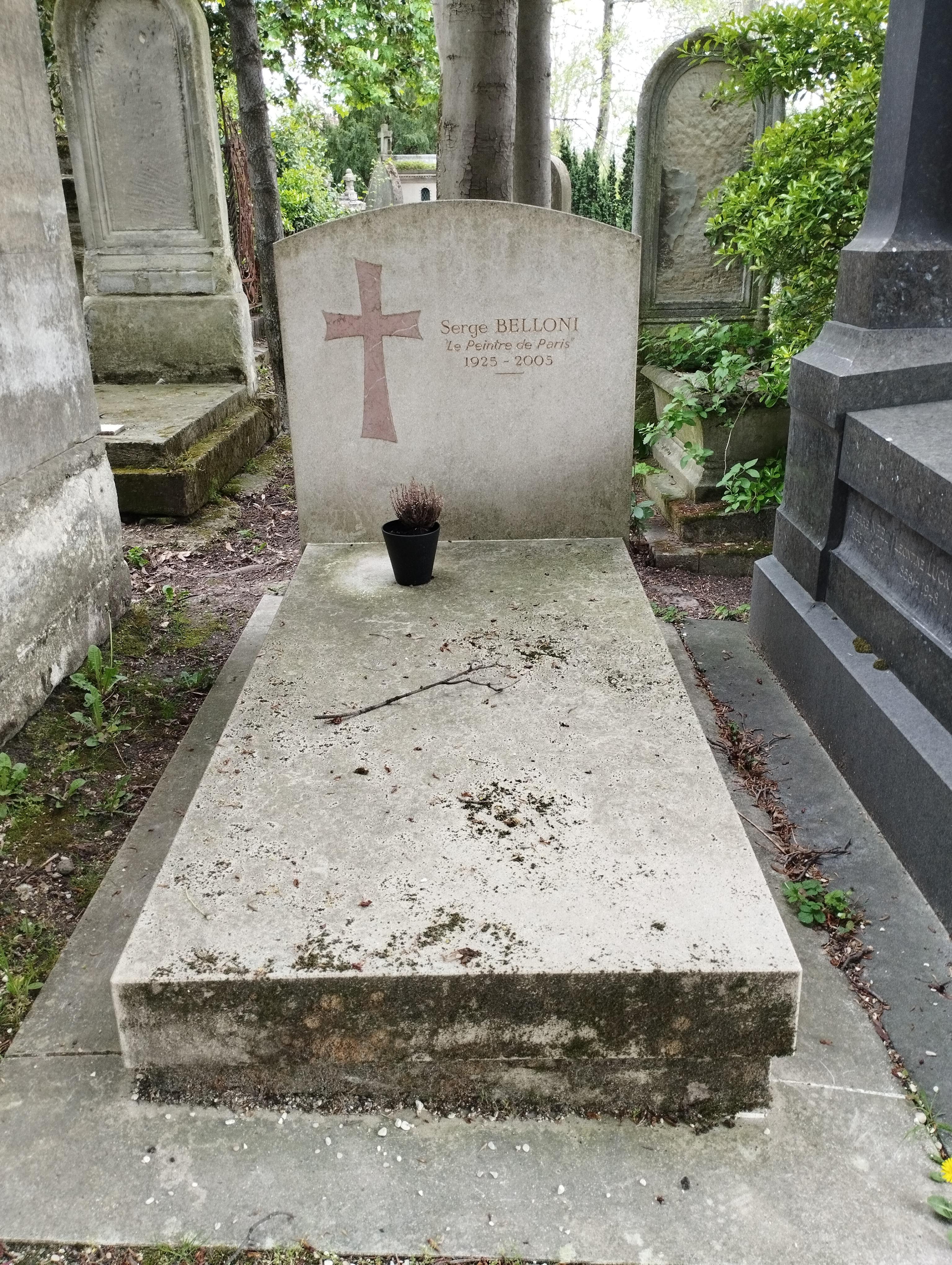
Tombe de Serge Belloni située au cimetière du Père-Lachaise (division 12).

Il est inhumé au cimetière du Père-Lachaise (12e division).

## Musées
- Musée Carnavalet à Paris.
- Musée Ca' Pesaro à Venise.

## Décoration
- Chevalier de l'Ordre des Arts et des Lettres.
- Chevalier de l'Ordre national du Mérite.

## Distinctions
Premier prix de peinture à Versailles (1949), prix Marie Bashkirtseff (1952), Médaille d’argent de la Ville de Paris, Médaille de vermeil de la Ville de Paris (1980).